# لویالحانا (پنسیلوانیا)
لویالحانا (به انگلیسی: Loyalhanna) یک منطقهٔ مسکونی در ایالات متحده آمریکا است که در شهرستان وستمورلند، پنسیلوانیا واقع شده‌است. لویالحانا ۶٫۱ کیلومتر مربع مساحت و ۳٬۴۲۸ نفر جمعیت دارد.